# Bignoniaceae
Famille
Classification APG III (2009)
Tribus de rang inférieur
- Bignonieae
- Catalpeae
- Coleeae
- Crescentieae
- Jacarandeae
- Oroxyleae
- Tecomeae
- Tourrettieae

Synonymes
Selon GBIF (17 mai 2022)
- Crescentiaceae

Les Bignoniaceae (ou Bignoniacées) sont une famille de plantes à fleurs dicotylédones de l'ordre des Lamiales; elle comprend 650 espèces réparties en plus de 100 genres. Ce sont des arbres, des arbustes, des lianes des régions tempérées à tropicales.
- Le genre Bignonia donne une liane ornementale aux  fleurs  en trompette (Bignonia caproelata).
- Le genre Campsis donne la trompette de Virginie, plus connue sous le nom de Bignone.
- Le genre Catalpa donne des grands arbres d'ornement ou cultivés pour leur bois.
- Le genre Radermachera donne des arbres, dont une espèce cultivée comme plante d'appartement : Radermachera sinica.

La classification phylogénétique les situe dans l'ordre des Lamiales.

## Étymologie
Le nom découle du genre Bignonia, le plus important de cette famille, lequel fut donné en 1694 par Joseph Pitton de Tournefort, en hommage à Jean-Paul Bignon, prédicateur et bibliothécaire du roi Louis XIV.
Quant au nom scientifique de cette famille, il fut donné en 1789, sous l’appellation de Bignoniae - Les Bignones, par le botaniste français Antoine Laurent de Jussieu (1748-1836) dans son ouvrage Genera Plantarum, secundum.

## Liste des genres
Selon GBIF (18 mai 2022) :
- Adenocalymma Mart. - 106 espèces
- Adenocalymma Mart. ex Meisn. - 22 espèces
- Alsocydia Mart. ex DC., 1845
- Amphicome (R.Br.) Royle ex Lindl., 1838 - 1 espèce
- Amphilobium Loudon, 1830
- Amphilophium Kunth - 68 espèces
- Amphitecna Miers - 24 espèces
- Anemopaegma Mart. ex DC., 1845
- Anemopaegma Mart. ex Meisn. - 59 espèces
- Anisostictus Benth. & Hook.f., 1876
- Arabidaea
- Argylia D.Don - 16 espèces
- Arthrophyllum Bojer, 1837
- Astianthus D.Don - 1 espèce
- Bignonia L. - 177 espèces
- Bignoniaceaespermum A.Straus, 1969 - 1 espèce
- Bignoniaecarpum Andreanszky, 1955 - 1 espèce
- Bignonicapsula E.W.Berry, 1930 - 1 espèce
- Bignoniophyllum Ettingshausen, 1870 - 1 espèce
- Bignoniphyllum Velenovsky, 1889 - 1 espèce
- Bignonites Saporta, 1861 - 3 espèces
- Bignonoides E.W.Berry, 1923 - 1 espèce
- Bygnonia Barcena
- Callichlamys Miq. - 1 espèce
- Campsidium Seem. - 1 espèce
- Campsis Lour. - 3 espèces
- Capsulocarpus E.W.Berry, 1939 - 1 espèce
- Carvalhotingis  - 5 espèces
- Catalpa Scop. - 26 espèces
- Catophractes D.Don - 1 espèce
- Chilopsis D.Don - 5 espèces
- Choriosphaera Melch.
- Clematitaria Bureau
- Colea Bojer - 40 espèces
- Colea Bojer ex Meisn. - 6 espèces
- Crateritecoma Lindl.
- Craterotecoma Mart. ex DC., 1845
- Crecentia  - 1 espèce
- Crescentia L. - 24 espèces
- Cuiete Adans., 1763
- Cumbula Steud., 1840
- Cuspidaria DC. - 37 espèces
- Cybistax Mart. ex Meisn. - 2 espèces
- Cybistax Mart., 1845
- Cystibax Heynh., 1846
- Daniella  - 12 espèces
- Darmstadtia Collinson et al., 2012 - 1 espèce
- Delostoma D.Don - 4 espèces
- Delostoma K.Schum.
- Deplanchea Vieill. - 6 espèces
- Digomphia Benth. - 3 espèces
- Dinklageodoxa Heine & Sandwith - 1 espèce
- Dipterospermum Göppert, 1851 - 1 espèce
- Dolichandra Cham. - 12 espèces
- Dolichandrone (Fenzl) Seem. - 18 espèces
- Eccremocarpus Ruiz & Pav. - 8 espèces
- Edouardia Corr.Mello
- Ekmanianthe Urb. - 2 espèces
- Ferdinanda Benth. & Hook.f., 1876
- Fernandoa Welw. ex Seem. - 20 espèces
- Fridericia Mart. - 129 espèces
- Friedericia Rchb., 1828
- Glaziovia Benth. & Hook.f., 1876 - 2 espèces
- Godmania Hemsl. - 2 espèces
- Hanburyophyton Corr.Mello - 1 espèce
- Handroanthus Mattos - 47 espèces
- Haplolophium Endl., 1839
- Heterophragma DC. - 2 espèces
- Heterophragmoxylon R.H.Shete & A.R.Kulkarni, 1982
- Hieris Steenis - 1 espèce
- Iacaranda Nees
- Incarvillaea Orb.
- Incarvillea Juss. - 26 espèces
- Jacaranda Juss. - 72 espèces
- Kigelia DC. - 5 espèces
- Lamiodendron Steenis - 1 espèce
- Leguminaria Bureau
- Leiogyna Bureau ex T.Post & Kuntze
- Leucocalanthe Rodr. - 1 espèce
- Lundia DC. - 22 espèces
- Mallingtonia Willd., 1800
- Manaosella J.C.Gomes - 1 espèce
- Mansoa DC. - 21 espèces
- Markhamia Seem. - 10 espèces
- Markhamia Seem. ex Baill. - 2 espèces
- Martinella Baill. - 5 espèces
- Mayodendron Kurz
- Millingtonia L.fil. - 5 espèces
- Minguartia Miers, 1879
- Mussatia Bureau, 1866
- Neosepicaea Diels - 4 espèces
- Newbouldia Seem. - 1 espèce
- Newbouldia Seem. ex Bureau
- Niedzwedzkia B.Fedtsch.
- Nycticalos  - 1 espèce
- Nyctocalos Teijsm. & Binn. - 5 espèces
- Oroxylum Vent. - 1 espèce
- Osmohydrophora Barb.Rodr. - 1 espèce
- Oxymitus K.B.Presl, 1845 - 1 espèce
- Pachyptera DC.
- Pachyptera DC. ex Meisn. - 9 espèces
- Pajanelia DC. - 1 espèce
- Pandorea Spach - 13 espèces
- Paragonia Bureau ex K.Schum.
- Paratecoma Kuhlm. - 1 espèce
- Parmentiera DC. - 10 espèces
- Pauldopia Steenis - 1 espèce
- Perianthomega Bureau ex Baill. - 1 espèce
- Perichlaena Baill. - 1 espèce
- Phryganocydia Mart. ex Baill., 1888 - 7 espèces
- Phryganocydia Mart. ex DC., 1845
- Phyllarthron DC. - 21 espèces
- Phyllarthron DC. ex Meisn.
- Phylloctenium Baill. - 2 espèces
- Pithecoctenium Mart. ex Meisn. - 1 espèce
- Pleonotoma Miers - 26 espèces
- Podranea Sprague - 2 espèces
- Pyrostegia C.Presl - 2 espèces
- Pyrostegia K.B.Presl, 1845
- Radermachera Zoll. & Moritzi - 24 espèces
- Rhigozum Burch. - 8 espèces
- Rhodocolea Baill. - 15 espèces
- Romeroa Dugand - 1 espèce
- Roseodendron Miranda - 2 espèces
- Saldanhaea Kuntze, 1891
- Santisukia Brummitt - 2 espèces
- Schizopsis Bureau ex Baill., 1865
- Sparattosperma Mart. ex DC.
- Sparattosperma Mart. ex Meisn. - 2 espèces
- Spathodea P.Beauv. - 14 espèces
- Spirotecoma (Baill.) Dalla Torre & Harms - 4 espèces
- Spirotecoma Baill., 1888
- Stereospermoxylon U.Prakash & N.Awasthi, 1982
- Stereospermum Cham. - 37 espèces
- Stizophyllum Miers - 12 espèces
- Tabebuia Gomes - 87 espèces
- Tabebuia Gomes ex DC. - 9 espèces
- Tanaecium Sw. - 38 espèces
- Taurrettia Raeusch., 1797
- Tecoma Juss. - 54 espèces
- Tecomanthe Baill. - 9 espèces
- Tecomaria Spach - 2 espèces
- Tecomella Seem. - 2 espèces
- Therebina Noronha, 1790
- Tourrettia DC., 1845
- Tourrettia Foug. - 7 espèces
- Turretia DC., 1845
- Turrettia Poir., 1806
- Tynanthus Miers - 27 espèces
- Urbaniella Dusén ex Melch., 1927
- Xerotecoma Gomes da Silva, 1964
- Xylophragma Sprague - 11 espèces
- Zeyheria Mart. - 5 espèces
- ×Chitalpa T.S.Elias & Wisura - 1 espèce

Selon Angiosperm Phylogeny Website (2014) :
- tribu des Bignonieae
  - Adenocalymma Meisner
  - Amphilophium Kunth
  - Anemopaegma Meisner
  - Bignonia L.
  - Cuspidaria de Candolle
  - Dolichandra Chamisso
  - Fridericia Martius
  - Lundia de Candolle
  - Manaosella J. C. Gomes Argylia
  - Mansoa de Candolle
  - Martinella Baillon
  - Pachyptera Meisner
  - Pleonotoma Miers
  - Pyrostegia C. Presl
  - Stizophyllum Miers
  - Tanaecium Swartz
  - Tynanthus Miers
  - Xylophragma Sprague
  - Perianthomega Baillon
- tribu des Jacarandeae
  - Jacaranda Jussieu
- tribu des Tourrettieae
  - Eccremocarpus Ruiz & Pavón Callichlamys
  - Tourrettia Foug.
- autres tribus
- Amphitecna Miers
- Argylia D. Don
- Astianthus D. Don
- Callichlamys Miquel
- Campsidium Seemann
- Campsis Loureiro
- Catalpa Scopoli
- Catophractes D. Don
- Chilopsis D. Don
- Colea Meisner
- Crescentia L.
- Cybistax Meisner
- Delostoma D. Don
- Deplanchea Vieillard
- Dinklageodoxa Heine & Sandwith Couralia
- Dolichandrone (Fenzl) Seemann
- Ekmanianthe Urban
- Fernandoa Seeman
- Godmania Hemsley
- Heterophragma de Candolle
- Hieris Steenis
- Incarvillea Jussieu
- Kigelia de Candolle
- Lamiodendron Steenis
- Markhamia Baillon
- Millingtonia L. f.
- Neosepicaea Diels
- Neotuerckheimia Donnell Smith
- Newbouldia Bureau
- Nyctocalos Teijsmann & Binnenden Dipterosperma
- Oroxylum Ventenat
- Pajanelia de Candolle
- Pandorea (Endlicher) Spach
- Paratecoma Kuhlm.
- Parmentiera de Candolle
- Pauldopia van Steenis
- Perichlaena Baillon
- Phryganocydia Bureau
- Phyllarthron de Candolle
- Phylloctenium Baillon
- Podranea Sprague
- Radermachera Zollinger & Moritzi Exsertanthera
- Rhigozum Burch.
- Rhodocolea Baillon
- Romeroa Dugand
- Santisukia Brummitt
- Sparattosperma Meisner
- Spathodea P. Beauvois
- Spirotecoma Dalla Torre & Harms
- Stereospermum Chamisso
- Tabebuia de Candolle
- Tecoma Jussieu
- Tecomanthe Baillon
- Tecomella Seeman
- Zeyheria Martius

synonymes
- Alsocydia J. C. Gomes - synonyme de Fridericia Martius
- Amphicome Royle - synonyme de Incarvillea Jussieu
- Anisostichus Bureau - synonyme de Bignonia L.
- Anomoctenium Pichon - synonyme de Amphilophium Kunth
- Arrabidaea de Candolle - synonyme de Fridericia Martius
- Arthrophyllum de Candolle - synonyme de Phyllarthron de Candolle
- Barnettia Santisuk - synonyme de Santisukia Brummitt
- Batocydia Britton - synonyme de Dolichandra Chamisso
- Bayonia Dugand - synonyme de Mansoa de Candolle
- Blepharitheca Pichon - synonyme de Cuspidaria de Candolle
- Bothriopodium Rizzini - synonyme de Amphilophium Kunth
- Bulweria F. Mueller - synonyme de Deplanchea Vieillard
- Calampelis D. Don - synonyme de Eccremocarpus Ruiz & Pavón
- Calosanthes Blume - synonyme de Oroxylum Ventenat
- Campana Post & Kuntze - synonyme de Tecomanthe Baillon
- Ceratophytum Pittier - synonyme de Tanaecium Swartz
- Chasmia Kuntze - synonyme de Fridericia Martius
- Chodanthus Hassler - synonyme de Mansoa de Candolle
- Clematitaria Bureau - synonyme de Pleonotoma Miers
- Clyostomanthus Pichon - synonyme de Bignonia L.
- Clytostoma Bureau - synonyme de Bignonia L.
- Cotema Britton & P. Wilson - synonyme de Spirotecoma Dalla Torre & Harms
- Couralia Splitg. - synonyme de Tabebuia de Candolle
- Craterotecoma Meisner - synonyme de Lundia de Candolle
- Cremastus Miers - synonyme de Cuspidaria de Candolle
- Cupulissa Rafinesque - synonyme de Anemopaegma Meisner
- Cydista Miers - synonyme de Bignonia L.
- Daniella Verl. - synonyme de Mansoa de Candolle
- Dendrosicus Rafinesque - synonyme de Amphitecna Miers
- Digomphia Bentham - synonyme de Jacaranda Jussieu
- Diplanthera Banks & Solander - synonyme de Deplanchea Vieillard
- Dipterosperma Hasskarl - synonyme de Stereospermum Chamisso
- Distictella Kuntze - synonyme de Amphilophium Kunth
- Distictis Meisner - synonyme de Amphilophium Kunth
- Dombeya L'Héritier - synonyme de Tourrettia Foug.
- Doxantha Miers - synonyme de Dolichandra Chamisso
- Enallagma (Miers) Baillon - synonyme de Amphitecna Miers
- Endoloma Rafinesque - synonyme de Amphilophium Kunth
- Etorloba Rafinesque - synonyme de Jacaranda Jussieu
- Exsertanthera Pichon - synonyme de Lundia de Candolle
- Ferdinanda Bentham - synonyme de Fernandoa Seeman
- Ferdinandia Seemann - synonyme de Fernandoa Seeman
- Ferdinandoa Seemann - synonyme de Fernandoa Seeman
- Fernandia Baillon - synonyme de Fernandoa Seeman
- Gardnerodoxa Sandwith - synonyme de Neojobertia Baillon
- Glaziova Bureau - synonyme de Amphilophium Kunth
- Hanburyophyton Warming - synonyme de Mansoa de Candolle
- Handroanthus Mattos - synonyme de Tabebuia de Candolle
- Haplolophium Chamisso - synonyme de Amphilophium Kunth
- Haplophragma Dop - synonyme de Fernandoa Seeman
- Haussmannia F. Mueller - synonyme de Neosepicaea Diels
- Haussmannianthes van Steenis - synonyme de Neosepicaea Diels
- Heterocalycium Rauschert - synonyme de Xylophragma Sprague
- Hexaneurocarpon Dop - synonyme de Fernandoa Seeman
- Hieranthes Rafinesque - synonyme de Stereospermum Chamisso
- Hilariophyton Pichon - synonyme de Paragonia Bureau
- Hippoxylon Rafinesque - synonyme de Oroxylum Ventenat
- Iacranda Persoon - synonyme de Jacaranda Jussieu
- Kigelianthe Baillon - synonyme de Fernandoa Seeman
- Kigelkeia Rafinesque - synonyme de Kigelia de Candolle
- Kokoschkinia Turczanowicz - synonyme de Tecoma Jussieu
- Kordelestris Arruda - synonyme de Jacaranda Jussieu
- Kuhlmannia J. C. Gomes - synonyme de Adenocalymma Meisner
- Lageropyxis Miquel - synonyme de Radermachera Zollinger & Moritzi
- Leiogyne K. Schumann - synonyme de Pithecoctenium Meisner
- Leucocalantha Barb. Rodrigues - synonyme de Pachyptera Meisner
- Leucoxylon Rafinesque - synonyme de Tabebuia de Candolle
- Levya Baillon - synonyme de Bignonia L.
- Lochmocydia de Candolle ? - synonyme de Cuspidaria de Candolle
- Macfadyena A. de Candolle - synonyme de Dolichandra Chamisso
- Macranthisiphon K. Schumann - synonyme de Bignonia L.
- Macrocatalpa (Grisebach) Britton - synonyme de Catalpa Scopoli
- Macrodiscus Bureau - synonyme de Amphilophium Kunth
- Mayodendron Kurz - synonyme de Radermachera Zollinger & Moritzi
- Medica Cothen. - synonyme de Tourrettia Foug.
- Melloa Bureau - synonyme de Dolichandra Chamisso
- Memora Miers - synonyme de Adenocalymma Meisner
- Microbignonia Kraenzlin - synonyme de Dolichandra Chamisso
- Micropaegma Pichon - synonyme de Bignonia L.
- Muenteria Seemann - synonyme de Markhamia Baillon
- Mussatia Baillon - synonyme de Bignonia L.
- Nematopogon Bureau & K. Schumann - synonyme de Jacaranda Jussieu
- Neojobertia Baillon - synonyme de Adenocalymma Meisner
- Neomacfadya Baillon - synonyme de Fridericia Martius
- Nestoria Urban - synonyme de Pleonotoma Miers
- Neurotecoma K. Schumann - synonyme de Spirotecoma Dalla Torre & Harms
- Neves-Armondia K. Schumann - synonyme de Amphilophium Kunth
- Nevrilis Rafinesque - synonyme de Millingtonia L. f.
- Niedzwedzkia B. Fedtsch. - synonyme de Incarvillea Jussieu
- Nouletia Endlicher - synonyme de Cuspidaria de Candolle
- Odontotecoma Bureau & K. Schumann - synonyme de Adenocalymma Meisner
- Onohualcoa Lundell - synonyme de Mansoa de Candolle
- Ophiocolea H. Perrier - synonyme de Colea Meisner
- Orthotheca Pichon - synonyme de Xylophragma Sprague
- Osmhydrophora Barboso Rodrigues - synonyme de Bignonia L.
- Panterpa Miers - synonyme de Fridericia Martius
- Parabignonia K. Schumann - synonyme de Dolichandra Chamisso
- Paracarpaea (K. Schumann) Pichon - synonyme de Cuspidaria de Candolle
- Paracolea Baillon - synonyme de Phylloctenium Baillon
- Paradolichandra Hassler - synonyme de Dolichandra Chamisso
- Paragonia Bureau - synonyme de Tanaecium Swartz
- Paramansoa Baillon - synonyme de Fridericia Martius
- Paraphyllarthron J.-F. Leroy - synonyme de Phyllarthron de Candolle
- Pentelesia Rafinesque - synonyme de Fridericia Martius
- Periarrabidaea A. Sampaio - synonyme de Tanaecium Swartz
- Petastoma Miers - synonyme de Fridericia Martius
- Phaedranthus Miers - synonyme de Amphilophium Kunth
- Pharseophora Miers - synonyme de Adenocalymma Meisner
- Phoenicocissus Meisner ? - synonyme de Lundia de Candolle
- Phrygiobureaua Kuntze - synonyme de Phryganocydia Bureau
- Piriadacus Pichon - synonyme de Fridericia Martius
- Pithecoctenium Meisner - synonyme de Amphilophium Kunth
- Platolaria Rafinesque - synonyme de Anemopaegma Meisner
- Pongelia Rafinesque - synonyme de Dolichandrone (Fenzl) Seemann
- Potamoganos Sandwith - synonyme de Bignonia L.
- Potamoxylon Rafinesque - synonyme de Tabebuia de Candolle
- Pseudocalymma A. Samp. & Kuhlmann - synonyme de Mansoa de Candolle
- Pseudocatalpa A. H. Gentry - synonyme de Tanaecium Swartz
- Pseudopaegma Urban - synonyme de Anemopaegma Meisner
- Pteromischus Pichon - synonyme de Crescentia L.
- Pteropodium Meisner - synonyme de Jacaranda Jussieu
- Rafinesquia Rafinesque - synonyme de Jacaranda Jussieu
- Roentgenia Urban - synonyme de Bignonia L.
- Rojasiophyton Hassler - synonyme de Xylophragma Sprague
- Roseodendron Miranda - synonyme de Tabebuia de Candolle
- Saldanhaea Bureau - synonyme de Cuspidaria de Candolle
- Sampaiella J. C. Gomes - synonyme de Adenocalymma Meisner
- Sanhilaria Baillon - synonyme de Tanaecium Swartz
- Saritaea Dugand - synonyme de Bignonia L.
- Schizopsis Bureau - synonyme de Tynanthus Miers
- Scobinaria Seibert - synonyme de Fridericia Martius
- Serrea Rafinesque - synonyme de Pachyptera Meisner
- Setilobus Baillon - synonyme de Cuspidaria de Candolle
- Sideropogon Pichon - synonyme de Cuspidaria de Candolle
- Siphocolea Baillon - synonyme de Stereospermum Chamisso
- Sotor Fenzl - synonyme de Kigelia de Candolle
- Spathicalyx J. C. Gomes - synonyme de Tanaecium Swartz
- Spathodeopsis Dop - synonyme de Fernandoa Seeman
- Sphingiphila A. H. Gentry - synonyme de Tanaecium Swartz
- Stenolobium D. Don - synonyme de Cybistax Meisner
- Stenosiphanthus A. Samp. - synonyme de Fridericia Martius
- Tecomaria (Endlicher) Spach - synonyme de Tecoma Jussieu
- Tetrastichella Pichon - synonyme de Cuspidaria de Candolle
- Tisserantodendron Sillans - synonyme de Fernandoa Seeman
- Tynnanthus Miers - synonyme de Tynanthus Miers
- Urbanolophium Melchior - synonyme de Amphilophium Kunth
- Vasconcellia Martius - synonyme de Fridericia Martius
- Wunschmannia Urban - synonyme de Amphilophium Kunth
- Zaa Baillon - synonyme de Phyllarthron de Candolle
- Zenkeria Reichenbach - synonyme de Parmentiera de Candolle
- Zeyhera Martius - synonyme de Zeyheria Martius

Selon NCBI (6 juillet 2010) :
- tribu Bignonieae
  - Adenocalymma
  - Amphilophium
  - Anemopaegma
  - Arrabidaea
  - Bignonia
  - Callichlamys
  - Clytostoma
  - Cuspidaria
  - Distictella
  - Distictis
  - Dolichandra
  - Fridericia
  - Gardnerodoxa
  - Haplolophium
  - Leucocalantha
  - Lundia
  - Macfadyena
  - Manaosella
  - Mansoa
  - Martinella
  - Melloa
  - Memora
  - Mussatia
  - Neojobertia
  - Paragonia
  - Perianthomega
  - Periarrabidaea
  - Phryganocydia
  - Pithecoctenium
  - Pleonotoma
  - Pseudocatalpa
  - Pyrostegia
  - Roentgenia
  - Saritaea
  - Spathicalyx
  - Stizophyllum
  - Tanaecium
  - Tynanthus
- tribu Catalpeae
  - Catalpa
  - Chilopsis
  - Macrocatalpa
  - x Chitalpa
- Ceratophytum
- tribu Coleeae
  - Colea
  - Ophiocolea
  - Phyllarthron
  - Rhodocolea
- Digitifolieae
  - tribu Crescentieae
    - Amphitecna
    - Crescentia
    - Parmentiera

  - Tabebuia /Crescentieae clade unassigned
    - Cybistax
    - Ekmanianthe
    - Godmania
    - Sparattosperma
    - Spirotecoma
    - Tabebuia
    - Zeyheria
- tribu Jacarandeae
  - Jacaranda
- tribu Oroxyleae
  - Millingtonia
  - Oroxylum
- Parabignonia
- Piriadacus
- Potamoganos
- Sampaiella
- Spathodea/Coleeae clade unassigned
  - Catophractes
  - Dolichandrone
  - Fernandoa
  - Heterophragma
  - Kigelia
  - Markhamia
  - Newbouldia
  - Radermachera
  - Rhigozum
  - Spathodea
  - Stereospermum
  - Tecomella
- tribu Tecomeae
  - Campsidium
  - Campsis
  - Deplanchea
  - Incarvillea
  - Lamiodendron
  - Pandorea
  - Podranea
  - Tecoma
  - Tecomanthe
  - Tecomaria
- tribu Tourrettieae
  - Eccremocarpus
  - Tourrettia
- Xylophragma
- Bignoniaceae incertae sedis
  - Argylia
  - Delostoma

Selon DELTA Angio (6 juillet 2010) :
- Adenocalymna
- Amphilophium
- Amphitecna
- Anemopaegma
- Argylia
- Arrabidaea
- Astianthus
- Barnettia
- Bignonia
- Callichlamys
- Campsidium
- Campsis
- Catalpa
- Catophractes
- Ceratophytum
- Chilopsis
- Clytostoma
- Colea
- Crescentia
- Cuspidaria
- Cybistax
- Delostoma
- Deplanchea
- Digomphia
- Dinklageodoxa
- Distictella
- Distictis
- Dolichandra
- Dolichandrone
- Eccremocarpus
- Ekmanianthe
- Fernandoa
- Fridericia
- Gardnerodoxa
- Glaziova
- Godmania
- Haplolophium
- Haplophragma
- Heterophragma
- Hieris
- Incarvillea
- Jacaranda
- Kigelia
- Lamiodendron
- Leucocalantha
- Lundia
- Macfadyena
- Macranthisiphon
- Manaosella
- Mansoa
- Markhamia
- Martinella
- Melloa
- Memora
- Millingtonia
- Mussatia
- Neojobertia
- Neosepicaea
- Newbouldia
- Nyctcalos
- Ophiocolea
- Oroxylum
- Pajanelia
- Pandorea
- Parabiognonia
- Paragonia
- Paratecoma
- Parmentiera
- Pauldopia
- Perianthomega
- Periarrabidaea
- Perichlaena
- Phryganocydia
- Phyllarthron
- Phylloctenium
- Piriadacus
- Pithecoctenium
- Pleionotoma
- Podranea
- Potamoganos
- Pseudocatalpa
- Pyrostegia
- Radermachera
- Rhigozum
- Rhodocolea
- Roentgenia
- Romeroa
- Saritaea
- Sparattosperma
- Spathicalyx
- Spathodea
- Sphingiphila
- Spirotecoma
- Stereospermum
- Stizophyllum
- Tabebuia
- Tanaecium
- Tecoma
- Tecomanthe
- Tecomella
- Tourrettia
- Tynanthus
- Urbanolophium
- Xylophragma
- Zeyheria

Selon ITIS (6 juillet 2010) :
- Adenocalymma Mart. ex Meisn.
- Amphilophium Kunth
- Amphitecna Miers
- Anemopaegma
- Arrabidaea DC.
- Bignonia L.
- Campsis Lour.
- Catalpa Scop.
- Ceratophytum Pittier
- Chilopsis D. Don
- Crescentia L.
- Cydista Miers
- Distictella Kuntze
- Distictis Mart. ex Meisn.
- Dolichandrone (Frenzl) Seem.
- Doxantha
- Jacaranda Juss.
- Kigelia DC.
- Macfadyena A. DC.
- Mansoa DC.
- Martinella Baill.
- Paragonia Bureau
- Parmentiera DC.
- Pithecoctenium Mart. ex Meisn.
- Podranea Sprague
- Pseudocalymma
- Pyrostegia K. Presl
- Roseodendron F. Miranda
- Saritaea Dugand
- Schlegelia Miq.
- Spathodea Beauv.
- Tabebuia Gomes ex DC.
- Tecoma Juss.
- Tymanthus
- Tynanthus Miers